# Liste der Baudenkmale in Vielitzsee
In der Liste der Baudenkmale in Vielitzsee sind alle Baudenkmale der brandenburgischen Gemeinde Vielitzsee und ihrer Ortsteile aufgelistet. Grundlage ist die Veröffentlichung der Landesdenkmalliste mit dem Stand vom 31. Dezember 2020. Die Bodendenkmale sind in der Liste der Bodendenkmale in Vielitzsee aufgeführt.

## Baudenkmale in den Ortsteilen
In den Spalten befinden sich folgende Informationen:
- ID-Nr.: Die Nummer wird vom Brandenburgischen Landesamt für Denkmalpflege vergeben. Ein Link hinter der Nummer führt zum Eintrag über das Denkmal in der Denkmaldatenbank. In dieser Spalte kann sich zusätzlich das Wort Wikidata befinden, der entsprechende Link führt zu Angaben zu diesem Denkmal bei Wikidata.
- Lage: die Adresse des Denkmales und die geographischen Koordinaten. Link zu einem Kartenansichtstool, um Koordinaten zu setzen. In der Kartenansicht sind Denkmale ohne Koordinaten mit einem roten beziehungsweise orangen Marker dargestellt und können in der Karte gesetzt werden. Denkmale ohne Bild sind mit einem blauen bzw. roten Marker gekennzeichnet, Denkmale mit Bild mit einem grünen beziehungsweise orangen Marker.
- Bezeichnung: Bezeichnung in den offiziellen Listen des Brandenburgischen Landesamtes für Denkmalpflege. Ein Link hinter der Bezeichnung führt zum Wikipedia-Artikel über das Denkmal.
- Beschreibung: die Beschreibung des Denkmales
- Bild: ein Bild des Denkmales und gegebenenfalls einen Link zu weiteren Fotos des Baudenkmals im Medienarchiv Wikimedia Commons

### Seebeck
| ID-Nr.            | Lage                  | Bezeichnung                                                              | Beschreibung | Bild           |
| ----------------- | --------------------- | ------------------------------------------------------------------------ | ------------ | -------------- |
| 09170416 Wikidata | Hauptstraße (Lage)    | Dorfkirche                                                               |              | weitere Bilder |
| 09171832          | Hauptstraße 9 (Lage)  | Dorfschule                                                               |              | BW             |
| 09171836          | Hauptstraße 24 (Lage) | Gehöft, bestehend aus Wohnhaus, drei Wirtschaftsgebäuden und Einfriedung |              | BW             |
| 09171833          | Hauptstraße 25 (Lage) | Wohnhaus                                                                 |              | BW             |
| 09171834          | Hauptstraße 27 (Lage) | Pfarrhaus                                                                |              | BW             |

### Strubensee
| ID-Nr.            | Lage                     | Bezeichnung                                                                              | Beschreibung | Bild           |
| ----------------- | ------------------------ | ---------------------------------------------------------------------------------------- | ------------ | -------------- |
| 09170419 Wikidata | Dorfstraße (Lage)        | Dorfkirche mit Kirchhofmauer                                                             |              | weitere Bilder |
| 09171865          | Dorfstraße 7 (Lage)      | Wirtschaftsgebäude                                                                       |              | BW             |
| 09171866          | Dorfstraße 11 (Lage)     | Wirtschaftsgebäude                                                                       |              | BW             |
| 09171867          | Dorfstraße 17/17a (Lage) | Gehöft, bestehend aus Wohnhaus, drei Wirtschaftsgebäuden, Einfriedung und Hofpflasterung |              | BW             |
| 09171872          | Dorfstraße 19 (Lage)     | Dorfschule                                                                               |              | BW             |

### Vielitz
| ID-Nr.   | Lage                  | Bezeichnung                                                              | Beschreibung | Bild           |
| -------- | --------------------- | ------------------------------------------------------------------------ | --- | -------------- |
| 09170422 | Kirchstraße (Lage)    | Dorfkirche                                                               | Die evangelische Kirche ist ein spätgotischer Bau aus Feldstein. Die Kanzel und die Orgel ist aus der Zeit um das Ende des 18. Jahrhunderts. | weitere Bilder |
| 09170990 | Kirchstraße 41 (Lage) | Schulgehöft, bestehend aus Dorfschule (heute Wohnhaus) und Stallspeicher | | BW             |
| 09170991 | Kirchstraße 57 (Lage) | Wohnhaus mit Vorgarten und Hof                                           | | BW             |